# 560 (číslo)
Pět set šedesát je přirozené číslo. Následuje po čísle pět set padesát devět a předchází číslu pět set šedesát jedna. Římskými číslicemi se zapisuje DLX a řeckými číslicemi φξ.

## Matematika
560 je:
- Abundantní číslo
- Složené číslo
- Nešťastné číslo

## Astronomie
- (560) Delila je planetka hlavního pásu, kterou objevil v roce 1905 Max Wolf

## Roky
- 560
- 560 př. n. l.